# Pink Cadillac (Bruce Springsteen)
Pink Cadillac è una canzone del 1984 scritta ed interpretata da Bruce Springsteen. È stata pubblicata il 3 maggio 1984 come lato B del singolo Dancing in the Dark, estratto dall'album Born in the U.S.A..
Natalie Cole ha registrato una propria versione del brano nel 1987 per il suo disco Everlasting. La sua cover è stata pubblicata come singolo nel 1988, divenendo uno dei più grandi successi della cantante.

## Versione di Bruce Springsteen

### Descrizione
Il brano utilizza la metafora del viaggio in auto come riferimento ad attività sessuali, e in particolare la "Cadillac rosa" è una velata allusione al genitale femminile. Springsteen ha scritto una prima versione della canzone nel 1981 come Love Is a Dangerous Thing. Successivamente si ispirò al brano Baby Let's Play House di Elvis Presley per riformulare il testo e includere il riferimento alla Cadillac, che era il veicolo maggiormente utilizzato proprio da Presley.

### Registrazione
Una prima versione acustica di Pink Cadillac è stata registrata nel gennaio 1982 durante le sessioni per la realizzazione dell'album Nebraska, mentre la versione ufficiale è stata registrata l'anno seguente durante le sessioni di Born in the U.S.A.. In origine era prevista la presenza della canzone all'interno del disco, ma due mesi prima della pubblicazione è stata scartata dalla lista tracce in favore di I'm Going Down, venendo poi eventualmente pubblicata come lato B del singolo Dancing in the Dark uscito nel maggio 1984.
Pink Cadillac non è stata inclusa in nessun album di Springsteen fino al 1999 quando è stata inserita nella compilation 18 Tracks.

### Formazione
- Bruce Springsteen – voce, chitarra
- Clarence Clemons – sassofono
- Garry Tallent – basso
- Max Weinberg – batteria

## Versione di Natalie Cole
Pink Cadillac è stata registrata nel 1987 da Natalie Cole, ed è stata pubblicato come terzo singolo dal suo album Everlasting tra febbraio e marzo 1988.

### Antefatti
La cantante ha registrato Pink Cadillac durante l'estate 1987 su suggerimento del produttore Dennis Lamber. Cole ha dichiarato: «Ho pensato tra me e me, 'Sono troppo vecchia per fare questo genere di musica', ma poi non avevo mai lavorato con nessuno come Dennis prima. Era molto appassionato del suo lavoro [e] il suo entusiasmo mi ha dato la fiducia che avrei potuto realizzare [la canzone].» Il brano era originariamente destinato ad un album da pubblicare sotto l'etichetta Modern, ma il progetto fu in seguito cancellato e il brano, assieme ad un altro pezzo prodotto da Lamber I Live for Your Love sono stati dirottati sul disco Everlasting, di prossima pubblicazione sull'etichetta EMI-Manhattan.

### Video musicale
Il video musicale è stato diretto da Maurice Philips e vede la cantante sedurre un giovane proprietario di una Cadillac rosa all'interno di un'officina accompagnata da vari ballerini.

### Successo commerciale
Nel maggio 1988 il singolo ha raggiunto la posizione numero 5 della Billboard Hot 100, divenendo la prima top ten di Cole in dieci anni ed eguagliando I've Got Love on My Mind come miglior risultato in classifica per la cantante. Ha raggiunto anche il numero 9 nelle classifiche R&B e il numero uno nelle classifiche dance grazie ad un remix di David Cole (nessun legame con l'interprete). Nel Regno Unito è diventata la prima top ten di Cole nella UK Singles Chart, raggiungendo anche qui la numero 5.